# Cutie Bunny
Cutie Bunny ～菜奈的ロック大作戦♥ コードネームはC.B.R.～ là một mini-album của Kitade Nana, ra ngày 12/7/2006. Album là tập hợp 6 cover của các bài hát nhạc anime nổi tiếng nhiều năm trước và của các ca sĩ nổi tiếng. Các bài này thuộc 13 bài cover được cô phát hành từ 24/4/2006 đến 27/8/2008 thông qua mạng download cho điện thoại di động với giá 100 yên/bài.

## Các track
- ラムのラブソング (Bản tình ca của Lum), theme song của anime Urusei Yatsura, dài 3:11
- ムーンライト伝説 (Truyền thuyết ánh trăng), theme song của anime Sailor Moon, dài 2:59
- 嵐の素顔 (Bão tuyết), Shizuka Kudo cover), dài 3:26
- YOU MAY DREAM (Em có thể mơ), SHEENA and the ROCKETS cover, dài 3:45
- 六本木心中 (Trung tâm Roppongi), Ann Lewis cover, dài 5:17
- 薔薇は美しく散る (Hồng tàn đẹp), dài 4:43